# ثوم أجمي
ثوم أجمي (الاسم العلمي: Allium caespitosum) هو نوع من النباتات يتبع جنس الثوم من الفصيلة النرجسية.